# エマニュエル・ルベツキ
エマニュエル・ルベツキ（Emmanuel Lubezki, 1964年 - ）はメキシコ出身の撮影監督。

## 略歴
メキシコシティ生まれ。父親は俳優。後に数多くの作品でタッグを組むアルフォンソ・キュアロンとは10代の頃からの知り合いであった。
メキシコ国立自治大学を卒業後、1980年代からメキシコで活躍しはじめ、1990年代初めにアメリカにも進出。『トゥモロー・ワールド』や『バードマン あるいは（無知がもたらす予期せぬ奇跡）』に代表される長回し撮影や、『ツリー・オブ・ライフ』や『レヴェナント: 蘇えりし者』における雄大な自然を美しく切り撮る技術は高く評価されてきており、これまで8度アカデミー撮影賞にノミネートされ、2013年の『ゼロ・グラビティ』と2014年の『バードマン あるいは（無知がもたらす予期せぬ奇跡）』、2015年の『レヴェナント: 蘇えりし者』で史上初の3年連続受賞を果たした。

## 主な作品
- 最も危険な愛し方 Sólo con tu pareja (1991)
- 赤い薔薇ソースの伝説 Como agua para chocolate (1992)
- 風と共に去る20ドル!? Twenty Bucks (1993)
- リアリティ・バイツ Reality Bites (1994)
- 雲の中で散歩 A Walk in the Clouds (1995)
- リトル・プリンセス A Little Princess (1995)　アカデミー撮影賞ノミネート
- バードケージ The Birdgcage (1996)
- 大いなる遺産 Great Expectations (1998)
- ジョー・ブラックをよろしく Meet Joe Black (1998)
- スリーピー・ホロウ Sleepy Hollow (1999) アカデミー撮影賞ノミネート
- 彼女を見ればわかること Things You Can Tell Just by Looking at Her (2000)
- 天国の口、終りの楽園。 Y tu mamá también (2001)
- アトランティスのこころ Hearts in Atlantis (2001)
- ALI アリ Ali (2001)
- ハットしてキャット The Cat in The Hat (2003)
- リチャード・ニクソン暗殺を企てた男 The Assassination of Richard Nixon (2004)
- レモニー・スニケットの世にも不幸せな物語 Lemony Snicket's A Series of Unfortunate Events (2004)
- ニュー・ワールド The New World (2005) アカデミー撮影賞ノミネート
- トゥモロー・ワールド Children of Men (2006) アカデミー撮影賞ノミネート
- バーン・アフター・リーディング Burn After Reading (2008)
- ツリー・オブ・ライフ The Tree of Life (2011) アカデミー撮影賞ノミネート
- トゥ・ザ・ワンダー To the Wonder (2012)
- ゼロ・グラビティ Gravity (2013) アカデミー撮影賞受賞
- バードマン あるいは（無知がもたらす予期せぬ奇跡） Birdman or (The Unexpected Virtue of Ignorance) (2014) アカデミー撮影賞受賞
- レヴェナント: 蘇えりし者 The Revenant (2015) アカデミー撮影賞受賞
- 聖杯たちの騎士 Knight of Cups (2015)
- ユアン・マクレガー/荒野の誘惑 Last Days in the Desert (2015)
- ソング・トゥ・ソング Song to Song (2017)
- アムステルダム Amsterdam (2022)